# 사누키촌 (돗토리현 1917년)
사누키촌(佐貫村)은 일본 돗토리현 야즈군에 설치되었던 촌이다. 현재의 돗토리시의 일부에 해당한다.

## 역사
- 1889년 10월 1일 - 정촌제 시행에 의해 야카미군 사누키촌이 성립하였다.
- 1896년 4월 1일 - 군 통합에 의해 야즈군에 소속되었다.
- 1917년 10월 1일 - 우도촌과 합병해 사누키촌이 설치되어 소멸하였다.

## 참고문헌
- 『角川日本地名大辞典 31鳥取県』 1982年 373頁
- 『市町村名変遷辞典』東京堂出版、1990年。